# Едуард Стрелцов
Вижте пояснителната страница за други личности с името Едуард Стрелцов.
Едуард Стрелцов е съветски футболист. През цялата си кариера е играл само за един отбор – Торпедо (Москва). Стадионът на автозаводците носи името на нападателя.

## Кариера
Стрелцов започва кариерата си през 1954 година. Година по-късно е извикан в отбора на СССР. Преди световното първенство през 1958 г., Едуард е обвинен в изнасилване и е осъден на 12 години трудов лагер. По-късно тази присъда е намалена. Според някои версии, футболистът е наказан от властта заради отказа му да премине в ЦСК МО или Динамо. През 1965 г. му е разрешено да се завърне във футбола. Стрелцов отново облича екипа на Торпедо, като същата година става шампион на Съюза. През 1968 г. печели купата на СССР с „черно-белите“. Слага край на кариерата си през 1970 г.